# دبليو. نيلسون فرنسيس
دبليو. نيلسون فرنسيس (بالإنجليزية: W. Nelson Francis) هو لغوي أمريكي، ولد في 23 أكتوبر 1910 في فيلادلفيا في الولايات المتحدة، وتوفي في 14 يونيو 2002 في بروفيدنس في الولايات المتحدة.